# Миура, Тосия
Тосия Миура (яп. 三浦 俊也) (16 июля 1963, Камаиси, Япония) — японский футболист, тренер.

## Биография
В качестве игрока выступал за университетскую команду Комадзава и ряд малоизвестных коллективов. Став тренером он руководил такими известными японскими командами, как «Вегалта Сэндай», «Омия Ардия», «Виссел Кобе», «Консадоле Саппоро» и другими. С 2014 по 2016 год Тосия Миура являлся наставником сборной Вьетнама. Под его руководством она завоевала бронзовые медали на домашнем Чемпионате АСЕАН в 2014 году. Параллельно работал с молодежной сборной Вьетнама. Местные тренеры считали подход японца консервативным и не подходящим для футболистов страны. В конце 2016 года Миура покинул свой пост. В дальнейшем он возглавлял во Вьетнаме клуб «Хошимин».

## Достижения

### Командные
- Победитель Второго дивизиона Джей-лиги (1): 2007.

### Национальные
- Бронзовый призер Чемпионата АСЕАН (1): 2014.
- Бронзовый призер Игр Юго-Восточной Азии (1): 2015.